# واکنش پوزولانی
واکنش پوزولانی(به انگلیسی: Pozzolanic reaction) یک واکنش شیمیایی معدنی است که در سیمان‌های پورتلند حاوی پوزولان اتفاق می‌افتد. این واکنش یک نوع واکنش اسید-باز است که طی آن کلسیم هیدروکسید (Ca(OH)2) و سیلیسیک اسید (H4SiO4, یا Si(OH)4) با یکدیگر واکنش داده و تولید کلسیم سیلیکات هیدرات (CaH2SiO4 · 2 H2O ) می‌دهد که به طور مخفف د صنعت سیمان به شکل C-S-H شناخته می‌شود.
شکل کلی این واکنش به صورت زیر است:
Ca(OH)2 + H4SiO4 → Ca2+ + H2SiO42- + 2 H2O → CaH2SiO4 · 2 H2O
همچنین این واکنش به طور مخفف به صورت زیر نشان داده می‌شود:
CH + SH → C-S-H